# Labium gracile
Labium gracile là một loài tò vò trong họ Ichneumonidae.